# Autobahndreieck Walsrode
Das Autobahndreieck Walsrode (Abkürzung: AD Walsrode; Kurzform: Dreieck Walsrode) ist ein Autobahndreieck in Niedersachsen, ca. 8 km südlich von Bad Fallingbostel. Es verbindet die Bundesautobahn 27 (Cuxhaven — Walsrode; Europastraße 234) mit der Bundesautobahn 7 (Flensburg — Hannover — Kassel — Füssen; Europastraße 45).

## Geographie
Das Dreieck liegt auf dem Stadtgebiet von Walsrode im Landkreis Heidekreis. Die umliegenden Städte und Gemeinden sind Hodenhagen, Eickeloh und Ahlden (Aller). Es befindet sich etwa 65 km südöstlich von Bremen, etwa 85 km südlich von Hamburg und etwa 50 km nördlich von Hannover, am südwestlichen Rand der Lüneburger Heide.
Das Dreieck ist im Osten umgeben vom NATO-Truppenübungsplatz Bergen, einem der größten Truppenübungsplätze in Europa.
Das Autobahndreieck Walsrode trägt auf der A 7 die Anschlussstellennummer 48, auf der A 27 die Nummer 29.

## Bauform und Ausbauzustand

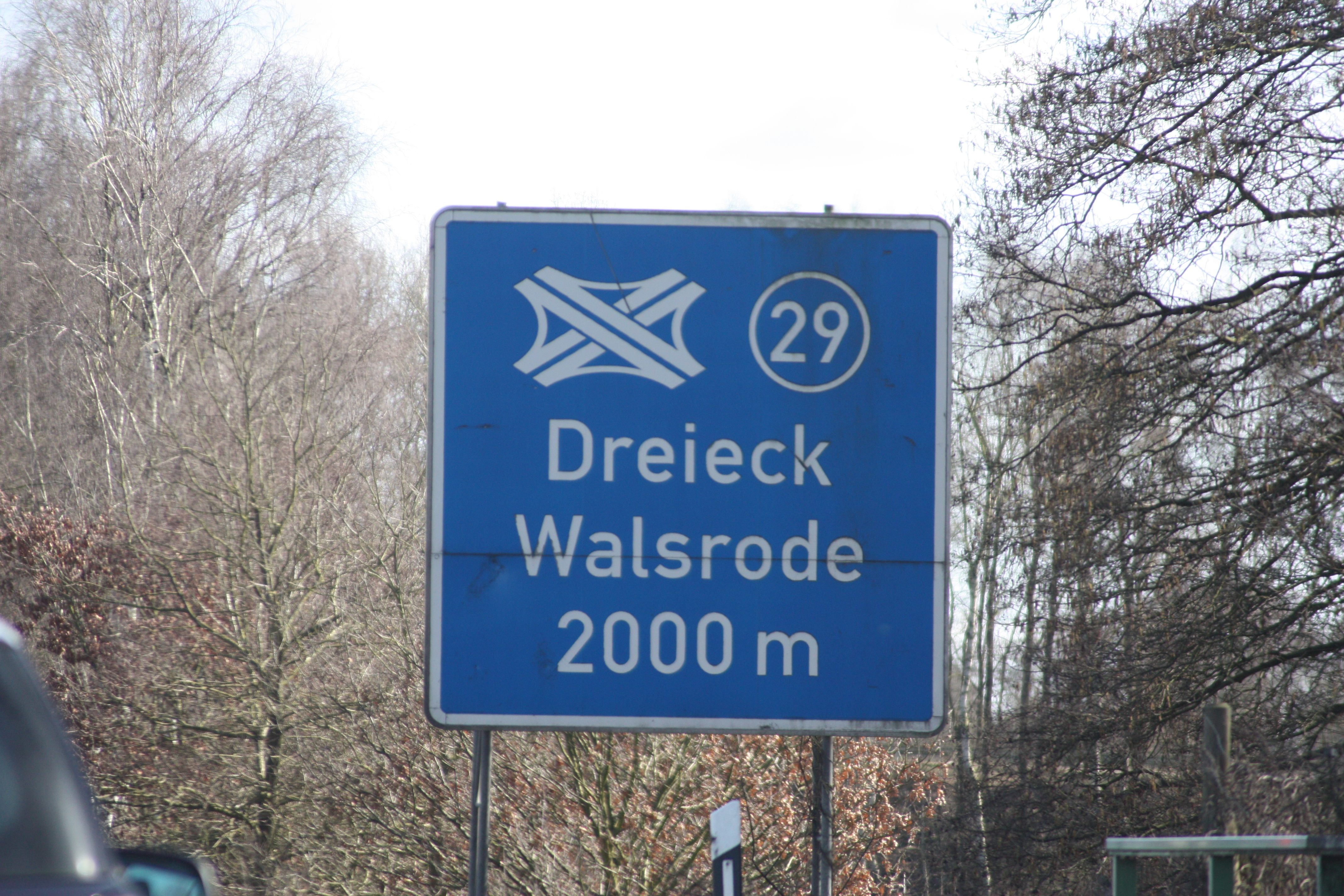
Hinweistafel Dreieck Walsrode

Die A 7 ist in diesem Bereich sechsstreifig ausgebaut, die A 27 vierspurig. Die Verbindungsrampen von und nach Hamburg sind einspurig ausgeführt, die von und nach Hannover zweispurig (auf der Brücke Hannover–Bremen ist der Verkehr auf eine Fahrspur reduziert), da sie für den Verkehr zwischen Bremen und Hannover besonders stark genutzt werden und zudem den Endpunkt der A 27 markieren.
Das Dreieck wurde als vollständiges Dreieck in der Full-Y-Form angelegt.

## Verkehrsaufkommen
Das Dreieck wird täglich von rund 94.000 Fahrzeugen befahren.
| Von                        | Nach                | Durchschnittliche tägliche Verkehrsstärke | Anteil Schwerlastverkehr |
| -------------------------- | ------------------- | ----------------------------------------- | ------------------------ |
| AS Bad Fallingbostel (A 7) | AD Walsrode         | 62.300                                    | 16,4 %                   |
| AD Walsrode                | AS Westenholz (A 7) | 91.300                                    | 16,1 %                   |
| AS Walsrode-Süd (A 27)     | AD Walsrode         | 34.500                                    | 16,3 %                   |